# DIBS Payment Services
DIBS är ett företag som säljer betalningslösningar för e-handel i Norden. Företaget grundades 1998 och har kontor i Stockholm, Göteborg, Köpenhamn och Oslo. Bolagets VD 2017 är Daniel Larsson. Företaget ägs av Nets Group.

## Historik
DIBS grundades 1998 som Dansk Internet Betalings System.